# Kütahya
Kütahya este un oraș din Turcia.

## Personalități născute aici
- Aydilge (n. 1979), scriitoare.